# 津村耕司
津村 耕司（つむら こうじ、1982年 - ）は、日本の天文学者。専門は赤外線天文学。学位は、博士（理学）（東京大学・2010年）。2020年4月現在、東京都市大学理工学部自然科学科天文学教室准教授。兵庫県神戸市生。

## 略歴
2001年六甲高等学校卒業。2005年東北大学理学部宇宙地球物理学科卒業。2010年東京大学大学院理学系研究科天文学専攻博士課程修了。宇宙航空研究開発機構宇宙科学研究所宇宙物理学研究系研究員、東北大学学際科学フロンティア研究所新領域創成研究部助教を経て、2019年4月より東京都市大学理工学部自然科学科天文学教室准教授。2020年9月より同大学宇宙科学研究センターセンター長。
大学院時代からJAXA宇宙科学研究所でロケット観測にたずさわる。専門は、ロケット実験CIBERや赤外線天文衛星「あかり」などを用いた宇宙赤外線背景放射の観測による宇宙初期の研究。JAXAの戦略的中型計画2号機の候補となった木星トロヤ群小惑星探査機OKEANOSに搭載が予定された可視・近赤外線望遠鏡「EXZIT」の開発に携わった。このほか、小惑星探査機「はやぶさ2」、ガンマ線バースト観測衛星計画HiZ-GUNDAM、次期赤外線宇宙望遠鏡計画SPICAなどの宇宙プロジェクトにも参画している。
東北大学勤務時に東北大学大学院理学研究科天文学専攻主催のイベント「もしも君が杜の都で天文学者になったら」の開催に尽力したほか、若年層向けサイエンスイベントの講師、日本天文教育普及研究会の委員を務めるなど、天文学の普及・教育活動にも努めている。

## 著書
- 「宇宙はなぜ「暗い」のか?」（2017年1月、ベレ出版、ISBN 978-4860645014）
- 「天文学者に素朴な疑問をぶつけたら宇宙科学の最先端までわかったはなし」（2018年7月、大和書房、ISBN 978-4479393115）